# Ренате
Рена̀те (на италиански: Renate, на западноломбардски: Renàa, Ренаа) е малко градче и община в Северна Италия, провинция Монца и Брианца, регион Ломбардия. Разположено е на 281 m надморска височина. Населението на общината е 4214 души (към 2010 г.).
До 2004 г. общината е част от провинция Милано.